# Montmirey-la-Ville
Montmirey-la-Ville là một xã của tỉnh Jura, thuộc vùng Bourgogne-Franche-Comté, miền đông nước Pháp.